# Monts Kitami
Les monts Kitami (北見山地, Kitami-sanchi) sont une chaîne de montagnes de l'île de Hokkaidō au Japon. Contrairement au reste du pays, les monts Kitami n'ont pas d'activité sismique significative.

## Géographie

### Situation
Les monts Kitami se trouvent au nord des monts Ishikari et à l'est des monts Teshio. Une dépression sépare les monts Kitami des monts Yūbari. Le point le plus élevé des monts Kitami est le mont Teshio culminant à 1 558 m d'altitude au sommet du horst Wenshiri.

### Principaux sommets
- Mont Teshio (天塩岳?) (1 558 m)
- Mont Chitokaniushi (チトカニウシ山?) (1 446 m)
- Mont Shōkotsu (渚滑岳?) (1 345 m)
- Mont Uenshiri (ウエンシリ岳?) (1 142 m)
- Mont Hako (函岳?) (1 129 m)
- Mont Piyashiri (ピヤシリ山?) (987 m)
- Mont Utsu (鬱岳?) (818 m)

### Géologie
Les monts Kitami sont essentiellement composés de roches sédimentaires des périodes Crétacé-Paléogène ; de la roche volcanique s'est déposée au pied de volcans qui sont entrés en éruption au cours du Miocène ou plus tardivement.
Les monts Kitami forment l'arc intérieur de l'arc des îles Kouriles.